# Anne Charlotte d’Ursel
Anne Charlotte d’Ursel (* 29. November 1967 in Ixelles/Elsene) (vollst. „Anne Charlotte Françoise Louise Ghislaine Marie Thérèse d’Ursel“) ist eine belgische Politikerin.

## Werdegang
D’Ursel ist die Tochter von Marie-Cecile de Bonvoisin und Hervé Graf d’Ursel und studierte zunächst Rechtswissenschaft und Politikwissenschaft an der Freien Universität Brüssel (ULB). Eine Anstellung als Journalistin und Managerin fand sie bei Radio Contact. Ab dem Jahr 2000, während zweier folgenden Wahlperioden war sie für die Reformpartei (MR) Mitglied des Stadtrats von Woluwe-Saint-Pierre. Von 2004 bis 2007 war sie parlamentarische Assistentin im Regionalparlament von Brüssel und im Parlament der Französischen Gemeinschaft. Im Jahre 2009 wurde sie dann in das Regionalparlament von Brüssel gewählt. Dort war sie Mitglied der Ausschüsse Infrastruktur, öffentliche Arbeiten, Soziales und Kommunikation. 2014 und 2019 wurde sie in dieser Funktion wiedergewählt.
D’Ursel ist verheiratet mit Gérald Carpentier de Changy und Mutter dreier Kinder.